# Brachymasicera subpolita
Brachymasicera subpolita là một loài ruồi trong họ Tachinidae.